# Rewolwer Kerra
Rewolwer Kerra – brytyjski pięciostrzałowy rewolwer, używany przez wojska kawaleryjskie Konfederacji, podczas wojny secesyjnej. Łatwo rozpoznawalny z powodu kurka zamontowanego z boku ramy.